# 성 파트리치오 축일

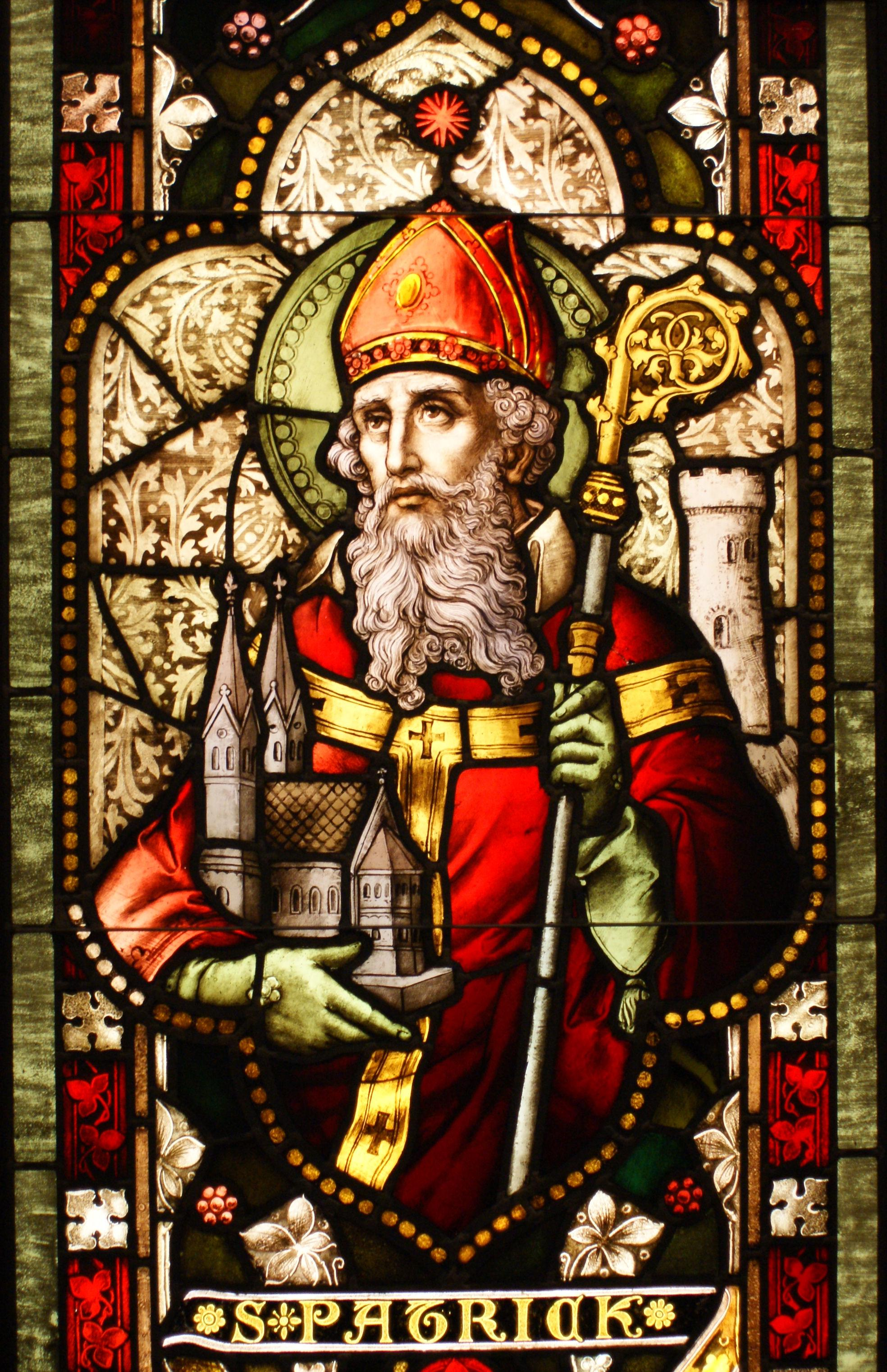
성 파트리치오 (387–461)

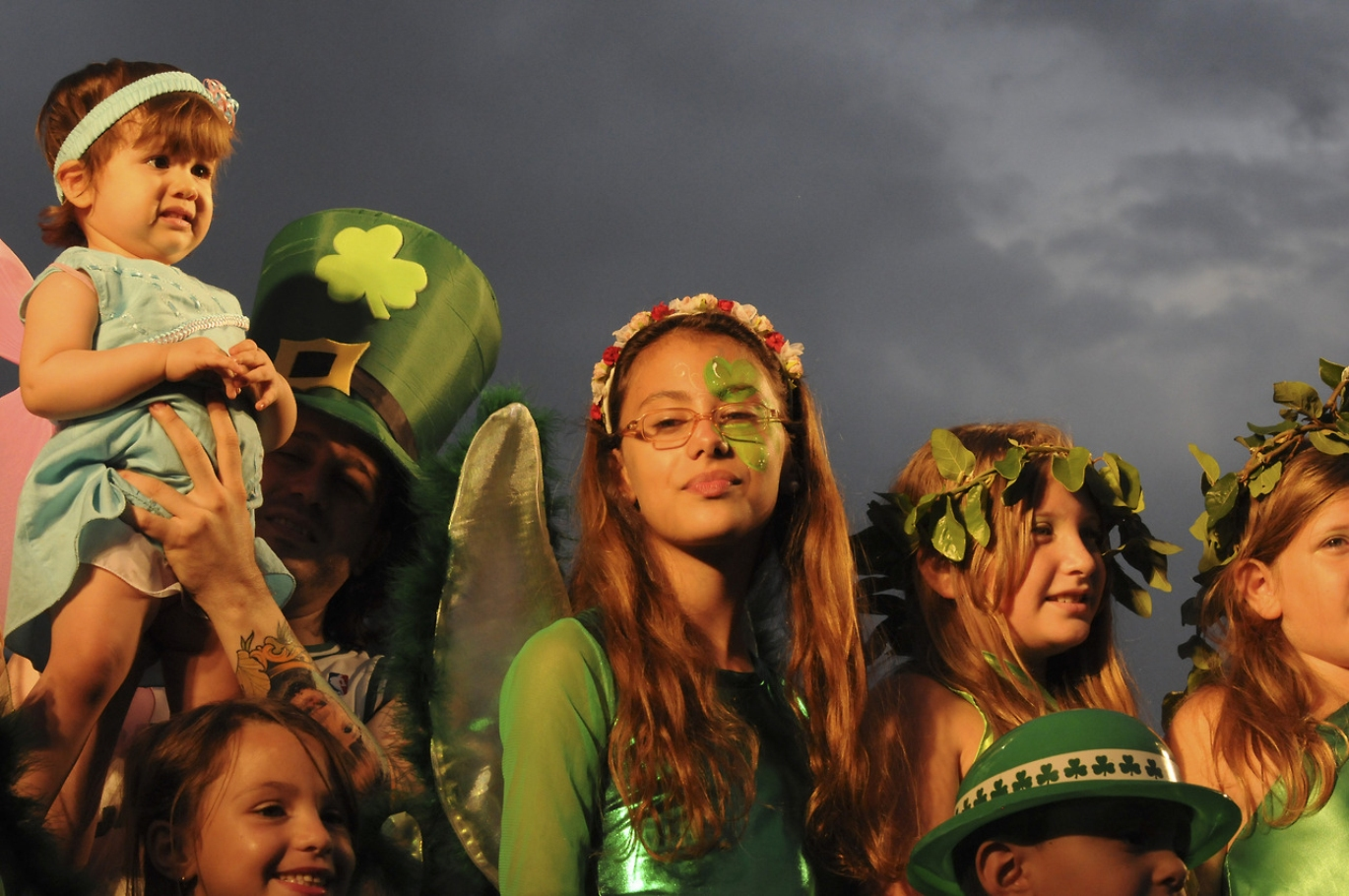
아르헨티나 부에노스아이레스에서 열린 성 파트리치오의 날 행사

성 파트리치오 축일(St. Patrick's Day)은 기독교의 축일로 아일랜드의 수호성인이자 영국과 아일랜드에서 전도한 성 파트리치오(386년 ~ 461년)을 기념하는 날이다. 행사는 매년 3월 17일에 이루어지는데, 이 날은 성 파트리치오가 선종한 날로써 성 파트리치오를 잊지 말고 기념하고자 이 날을 정하였다. 이 날은 강물에 초록색 물감을 타고, 이 날 아이들은 온통 초록색의 옷을 입고 축제를 즐긴다.
성 패트릭의 날은 아일랜드와 영국, 캐나다의 공휴일이기도 하다. 이 날은 아일랜드계 이주민들이 많이 살던 미국, 아르헨티나, 남아프리카 공화국, 오스트레일리아, 뉴질랜드 등지에서 널리 행사가 열린다. 대한민국에서는 매년 3월 아일랜드와의 외교 수립을 기념하는 의미로 청계천 광장에서 관련 행사를 벌이고 있다.

## 성 파트리치오
성 파트리치오는 4세기에 부유한 로마계 영국인 집안에서 태어났다. 그의 아버지와 할아버지는 교회에서 부제를 맡고 있었다. 16살에는 해적에 납치되어 아일랜드로 끌려가 노예로 지냈다. 파트리치오가 끌려간 장소는 아일랜드 서부 해안의 어딘가로 추정되지만, 정확한 위치는 알려진 바 없다. 그의 고백론에 따르면, 그는 신의 부름을 받아 해안에서 배를 타고 달아나 영국으로 돌아와서 갈리아 오세르에 있는 교회에서 사제가 되고자 공부를 하였다.
432년, 그는 주교로서 켈트 다신교를 믿었던 아일랜드 사람들에게 기독교를 전파하기 위해 다시 아일랜드로 향하였다. 아일랜드 민담에 따르면 파트리치오는 아일랜드 사람들에게 삼위일체를 설명하기 위해 잎이 세 개인 토끼풀을 이용하였다고 한다. 기독교를 전파한 지 30년이 지난 461년 3월 17일, 파트리치오는 선종하였고, 그의 시신은 다운패트릭에서 화장했다는 설이 있다. 파트리치오는 이후 아일랜드 가톨릭교회에서 존경을 받는 주요 인물이 되었다.

## 녹색 착용
원래 성 파트리치오와 관련된 색상은 파란색이었으나, 시간이 지나고 성 파트리치오의 날에는 토끼풀의 색인 녹색과 연관을 짓는 게 더 설득력을 얻게 되었다. 17세기 이후로 녹색 리본과 토끼풀을 달아 성 파트리치오의 날을 축하한다. 1798년 아일랜드 반란에는, 아일랜드 군인들이 정치적 성명을 내기 위해 대중의 관심을 받기 쉽도록 옷 전체를 초록색으로 맞춰 입었다. 이 "녹색 착용"(The Wearing of the Green) 은 이후 아일랜드의 민요가 되었다.
성 패트릭의 날에서 특정 종교나 민족적 정체성보다는 아일랜드 사람들의 포용성과 다양성을 축하하는 날로 자리 잡고 있다. 아일랜드의 수도 더블린에서는 며칠에 걸쳐 축제를 진행하며 이 때는 도시가 온통 초록색 물결로 넘실댄다.
한국에서는 1976년부터 다양한 방식으로 성 패트릭의 날을 기념해 왔다. 한국에서 가장 크게 열리는 성 패트릭의 날 축제는 한국 아일랜드 협회(IAK)에서 매년 3월에 주최하는 성 패트릭의 날 축제이다. 한국 아일랜드 협회가 처음 공식적으로 성 파트리치오 축일 행사와 퍼레이드를 진행한 것은 2001년으로, 매년 3월 17일에 가까운 토요일에 행사를 열고 있다.
“Hooley”는 “파티”를 뜻하는 아일랜드식 영어이다.

## 성 패트릭의 날 관련 게임
- 로비오 모바일은 성 패트릭의 날을 기념하여 앵그리 버드 시즌의 세 번째 시리즈인 Go Green, Get Lucky 에피소드를 제작하였다..

## 같이 보기
- 아일랜드계 미국인